# Неделя Валенсии
Неделя Валенсии (исп. Setmana Ciclista Valenciana или исп. Setmana Ciclista Volta Femenina de la Comunitat Valenciana) — шоссейная многодневная велогонка, проходящая по территории Испании с 2017 года.

## История
Гонка была создана в 2017 году и сразу вошла в Женский мировой шоссейный календарь UCI.
В 2023 году повысила свой статус войдя в календарь Женской ПроСерии UCI.
Маршрут гонки проходит в автономном сообществе Валенсия по территории всех трёх её провинций — Аликанте, Валенсия и Кастельон. Дистанция в состоит из четырёх этапов. Общая протяжённость дистанции составляет более 450 км.
Организатором выступает Club Ciclista Escapada.
Гонку не следует путать с однодневной женской гонкой Вуэльта Валенсии, которая с 2019 года проводиться в заключительный день мужской многодневной гонки Вуэльта Валенсии.

## Призёры
| Год  | Победитель            | Второй                | Третий               |
| ---- | --------------------- | --------------------- | -------------------- |
| 2017 | Сесилие Уттруп Лудвиг | Арленис Сьерра        | Эшли Молман          |
| 2018 | Ханна Барнс           | Эшли Молман           | Алисия Гонсалес      |
| 2019 | Клара Коппенбург      | Сорайя Паладин        | Эшли Молман          |
| 2020 | Анна Ван дер Брегген  | Клара Коппенбург      | Деми Воллеринг       |
| 2021 | Аннемик ван Влётен    | Мави Гарсия           | Катрин Аалеруд       |
| 2022 | Аннемик ван Влётен    | Сесилие Уттруп Лудвиг | Марта Кавалли        |
| 2023 | Жюстин Гекиер         | Эшли Молман           | Аманда Спратт        |
| 2024 | Марлен Рёссер         | Катажина Невядома     | Ниам Фишер-Блэк      |
| 2025 | Деми Воллеринг        | Марлен Рёссер         | Анна Ван дер Брегген |